# NTT東日本-栃木
株式会社NTT東日本-栃木（エヌティティひがしにほん-とちぎ、英文社名：NTT EAST-Tochigi CORPORATION）は、かつて存在したNTT東日本株式会社（NTT東日本）の支店が担当していた業務をアウトソーシングした都道県域会社のうちの1社である。
2014年7月1日に、株式会社NTT東日本-群馬、株式会社NTT東日本-長野、株式会社NTT東日本-新潟とともに、株式会社NTT東日本-埼玉に吸収合併され、株式会社NTT東日本-関信越となった。

## 概要
NTT東日本100%の子会社で、フレッツ光やフレッツADSL、ひかり電話といった回線、企業向けWANやPBX等の法人向けソリューションといった主にNTT東日本のサービスの販売や保守、工事を行っていたほか、116、104等のコールセンター事業を行っていた。そのほかにも、公衆電話の設置、電話料金の回収、NTT設備の保守、広告代理店業務、電報委託業務、その他多彩な自主事業等を行っていた。

## 沿革
- 2002年5月1日 日本電信電話株式会社（NTT）、NTT東日本およびNTT西日本株式会社（NTT西日本）が公表した「NTT東西の構造改革について」（2001年11月22日公表）に基づき、NTT東日本栃木支店管内に、株式会社エヌ・ティ・ティ サービス栃木（営業系）、株式会社エヌ・ティ・ティ エムイー栃木（設備系）及び株式会社エヌ・ティ・ティ・ビジネスアソシエ栃木（共通系）のアウトソーシング会社3社が設立[1][2]。
- 2005年7月1日 株式会社NTTサービス栃木、株式会社NTTエムイー栃木及び株式会社NTTビジネスアソシエ栃木が統合して、株式会社NTT東日本-栃木となる[3]。
- 2014年7月1日 株式会社NTT東日本-群馬、株式会社NTT東日本-長野、株式会社NTT東日本-新潟とともに、株式会社NTT東日本-埼玉に吸収合併され、株式会社NTT東日本-関信越に商号変更[4][5]。

## 事業所
- 宇都宮本社
- 宇都宮中河原事業所 - 栃木県宇都宮市
- 宇都宮本町お客様センター - 栃木県宇都宮市
- 小山事業所 - 栃木県小山市
- 佐野事業所 - 栃木県佐野市
- 大田原事業所 - 栃木県大田原市
- 今市事業所 - 栃木県今市市
- 栃木事業所 - 栃木県栃木市　他